# Quartier des Épinettes

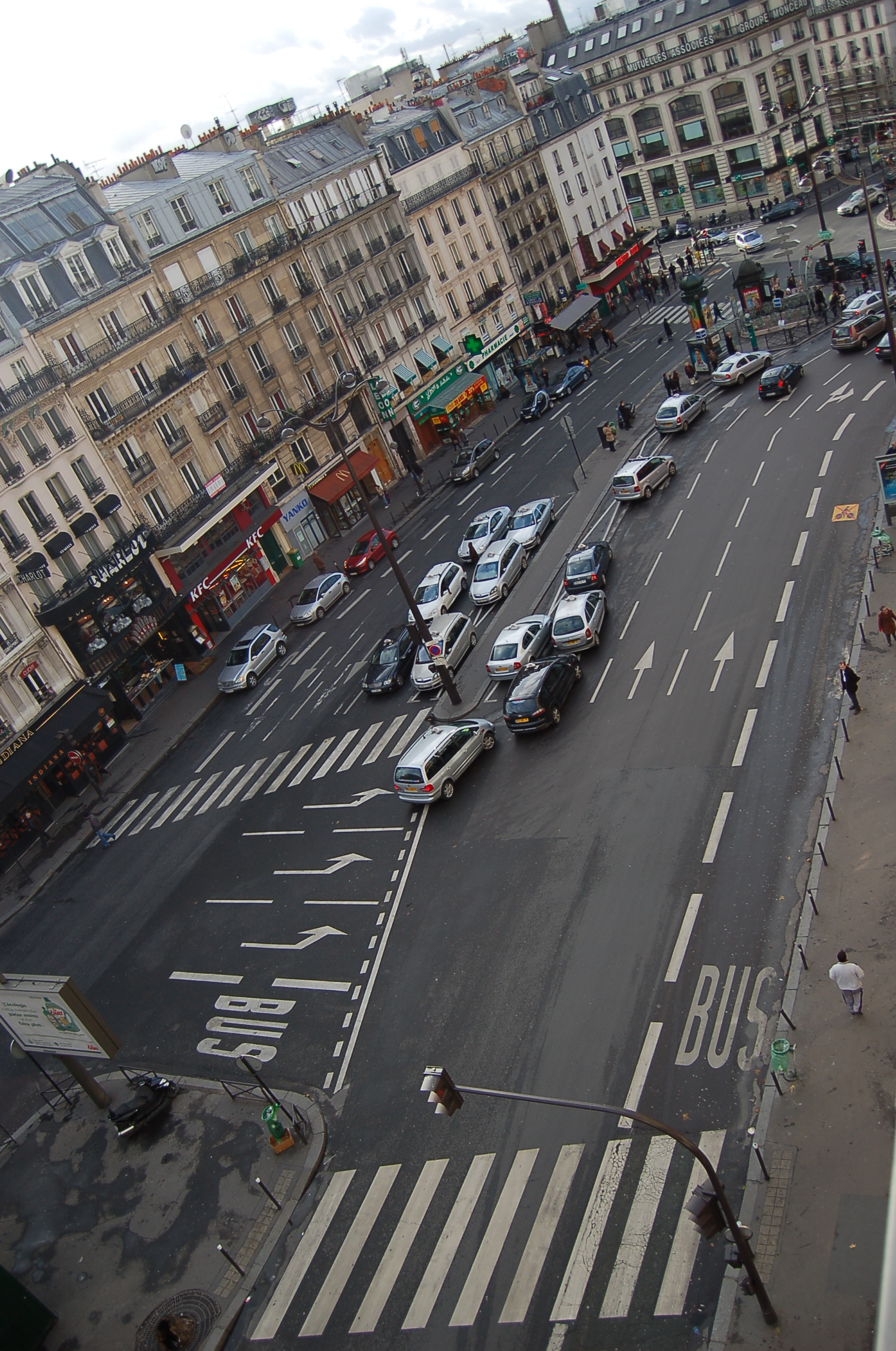
Avenue de Clichy

Quartier des Épinettes (česky doslovně Smrková čtvrť) je 68. administrativní čtvrť v Paříži, která je součástí 17. městského obvodu. Má trojúhelníkovitý půdorys a rozlohu 137,8 ha. Jejími hranicemi jsou ulice avenue de Clichy na jihozápadě, Boulevard périphérique na severu a avenue de Saint-Ouen na východě.

## Vývoj počtu obyvatel
| Rok sčítání | Počet obyvatel | Hustota zalidnění (ob./km²) |
| ----------- | -------------- | --------------------------- |
| 1954        | 61 008         | 44 273                      |
| 1962        | 64 670         | 46 930                      |
| 1968        | 60 516         | 43 916                      |
| 1975        | 52 285         | 37 943                      |
| 1982        | 45 108         | 32 734                      |
| 1990        | 43 886         | 31 848                      |
| 1999        | 44 352         | 32 186                      |